# 电话插座

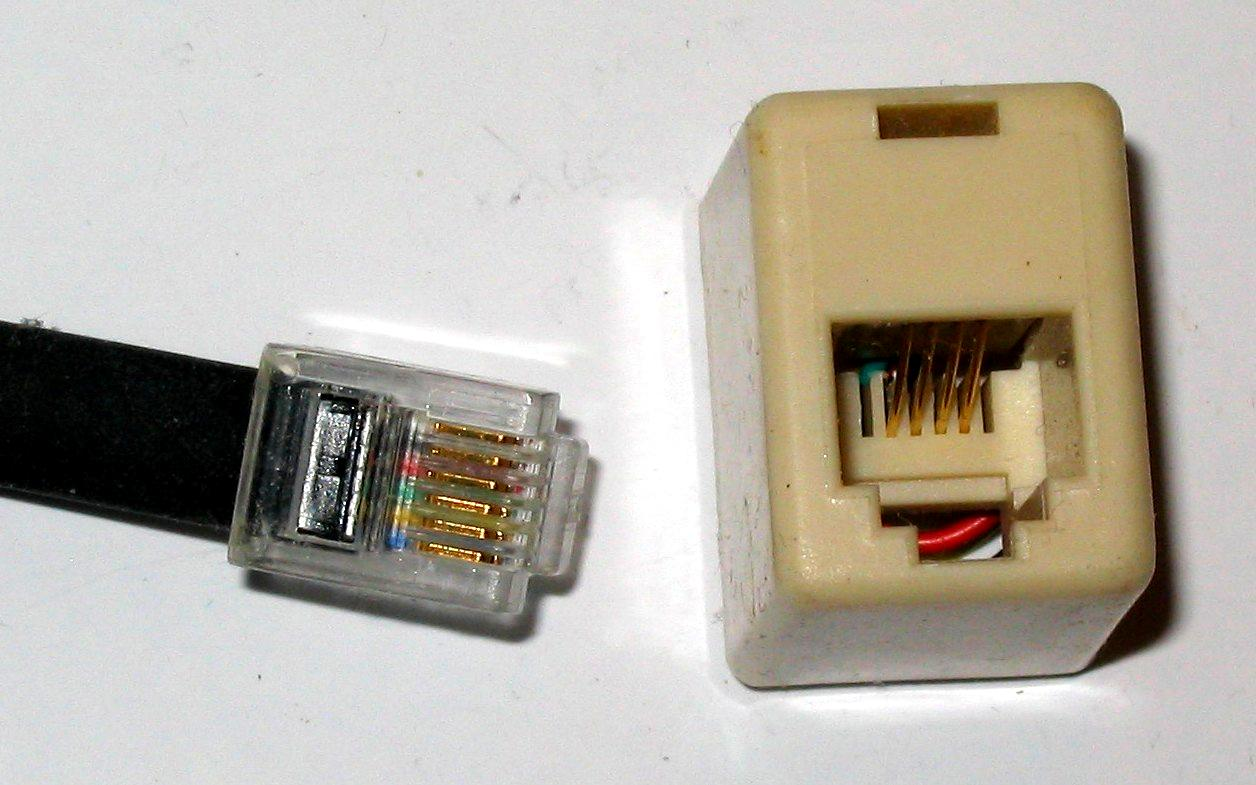
左邊是電話線，右邊是电话插座

电话插座是一種可以插入電話線的电子连接器，與电话机或其他电信设备的電話線插入電話插座後，再與建筑内部其他的电话线路相連，並最終与电话网络相連。